# Cellettes (Loir-et-Cher)
Cellettes település Franciaországban, Loir-et-Cher megyében. Lakosainak száma 2700 fő (2022. január 1.). Cellettes Chailles, Cheverny, Chitenay, Cormeray, Cour-Cheverny, Mont-près-Chambord, Saint-Gervais-la-Forêt és Seur községekkel határos.

## Népesség
A település népességének változása:
| Lakosok száma | 1004 | 1709 | 1922 | 2209 | 2489 | 2564 | 2633 | 2652 | 2671 | 2700 |
|               | 1968 | 1982 | 1990 | 2006 | 2013 | 2015 | 2017 | 2019 | 2020 | 2022 |